# Icoana de la Pócs
Icoana de la Pócs este o reprezentare a Maicii Domnului cu Pruncul Isus, care a fost adusă în anul 1697 din Pócs în Catedrala Sfântul Ștefan din Viena, unde se află în prezent. În Biserica greco-catolică din Máriapócs se află o copie a icoanei respective.

## Istoric
Conform proceselor verbale din 1696 icoana s-a aflat timp de douăzeci de ani în Biserica greco-catolică a rutenilor din Pócs. Începând cu data de 4 noiembrie 1696 icoana ar fi lăcrimat, fapt care a dus la instituirea unei comisii de anchetă. Principalii promotori ai aducerii icoanei la Viena au fost călugărul capucin Marco d’Aviano și împărăteasa Eleonora Magdalena de Neuburg.